# Cagiva Mito

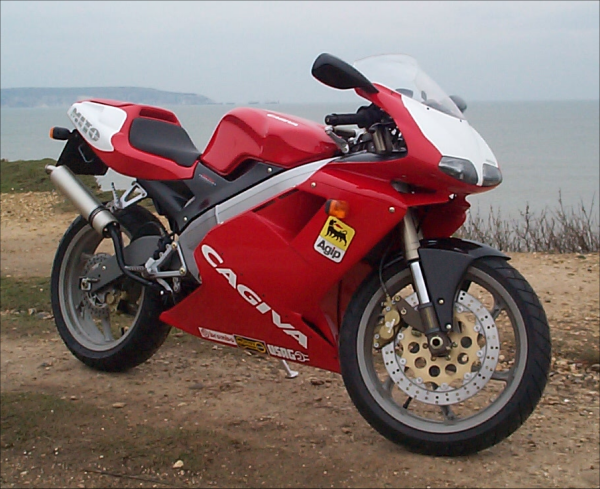
Cagiva Mito Evo 2001

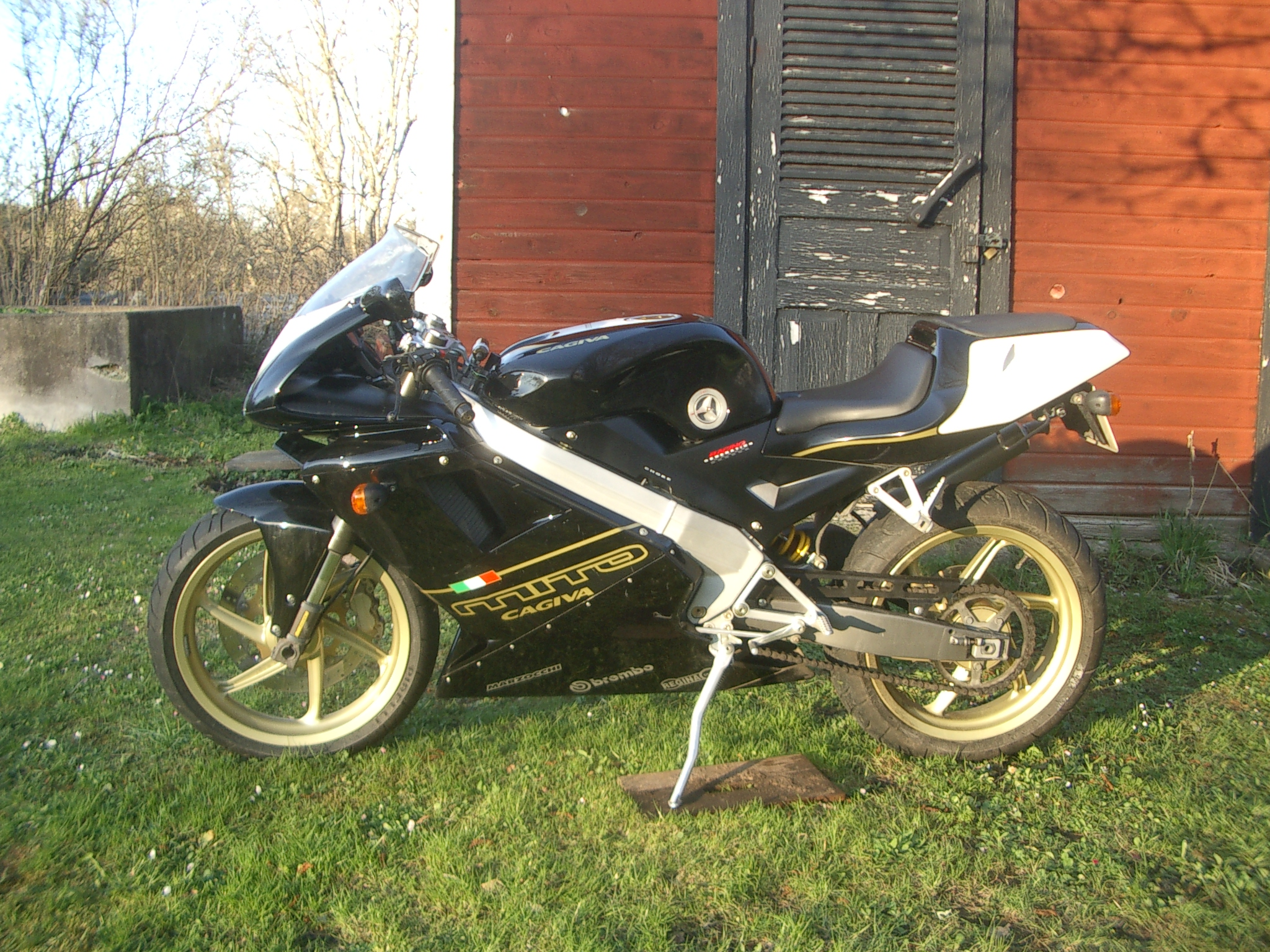
Cagiva Mito 2007

Cagiva Mito (svenska: myt) är en italiensk motorcykel. Motorcykeln har av en 125 cm3, encylindrig tvåtaktsmotor där vissa årsmodeller är kapabla till att utvinna en effekt på över 30 hk.